# 啞巴 (短篇小說)
《啞巴》是一部由史蒂芬·金於2007年所著的短篇小說，當時發佈在花花公子雜誌上，後來於2008年收錄在短篇小說集《日落之後》內。

## 故事簡介
中年男子莫奈到教堂告解，指自己害死了自己的太太。原因是一個啞巴替他殺了他的太太。一天莫奈在路上載了一個坐順風車的啞巴，在路途上，莫奈說自己的太太有外遇，又在辦公的地方虧空公款。其後該啞巴突然消失了，車上的護身符也不見了。之後莫奈的太太被殺了，並發現了該護身符。